# Крестовский сельсовет (Курганская область)
Кресто́вский сельсове́т — муниципальное образование со статусом сельского поселения в Далматовском районе Курганской области Российской Федерации.
Административный центр — село Крестовка.

## История
В соответствии с Законом Курганской области от 6 июля 2004 года № 419 сельсовет наделён статусом сельского поселения.

## Население
| 1989 | 2002 | 2010 | 2012 | 2013 | 2014 | 2015 |
| ---- | ---- | ---- | ---- | ---- | ---- | ---- |
| 398  | ↘289 | ↘174 | ↘143 | ↘142 | ↘118 | ↘111 |
| 2016 | 2017 | 2018 | 2019 | 2020 |      |      |
| ↘109 | ↘106 | ↘101 | ↘93  | ↘91  |      |      |

## Состав сельского поселения
| № | Населённый пункт | Тип населённого пункта       | Население |
| - | ---------------- | ---------------------------- | --------- |
| 1 | Крестовка        | село, административный центр | ↘166      |
| 2 | Озеро-Казанское  | деревня                      | ↘8        |